# Sekundus z Asti
Sekundus, męczennik z Asti (zm. ok. 119) – męczennik chrześcijański i święty Kościoła katolickiego, patron Asti.
Wzmiankują o nim Acta SS. Faustini et Iovita, które nie są traktowane, jako wiarygodne, jednakże kult zanotowano.
Jego wspomnienie liturgiczne obchodzone jest, za Martyrologium Rzymskim, 30 marca (niegdyś 19, później 29 marca).
Nie należy mylić go z oficerem Legii Tebańskiej, męczennikiem z Vittimulo (zm. 286 lub 306).